# Natație la Jocurile Olimpice de vară din 2024 - 1.500 m liber (feminin)
Proba de înot 1.500 de metri liber feminin de la Jocurile Olimpice de vară din 2024 a avut loc în perioada 30-31 iulie 2024 la Paris Aquatics Centre.

## Recorduri
Înaintea acestei competiții, recordurile mondiale și olimpice erau următoarele:
| Record  | Atlet               | Timp     | Loc                         | Data          |
| ------- | ------------------- | -------- | --------------------------- | ------------- |
| Mondial | Katie Ledecky (SUA) | 15:20,48 | Indianapolis, Statele Unite | 16 mai 2018   |
| Olimpic | Katie Ledecky (SUA) | 15:35,35 | Tokyo, Japonia              | 26 iulie 2021 |

## Program
Orele sunt ora Franței (UTC+1) 
| Data                    | Timp  | Etapă      |
| ----------------------- | ----- | ---------- |
| Marți, 30 iulie 2024    | 11:44 | Calificări |
| Miercuri, 31 iulie 2024 | 22:13 | Finala     |

## Rezultate

### Calificări
Înotătoarele cu cei mai buni 8 timpi s-au calificat în finală.
| Loc | Serie | Culoar | Înotător                 | Țară                       | Timp     | Note |
| --- | ----- | ------ | ------------------------ | -------------------------- | -------- | ---- |
| 1   | 3     | 4      | Katie Ledecky            | Statele Unite ale Americii | 15:47,43 | C    |
| 2   | 2     | 2      | Simona Quadarella        | Italia                     | 15:51,19 | C    |
| 3   | 2     | 5      | Anastasiya Kirpichnikova | Franța                     | 15:52,46 | C    |
| 4   | 2     | 3      | Isabel Gose              | Germania                   | 15:53,27 | C    |
| 5   | 2     | 6      | Moesha Johnson           | Australia                  | 16:04,02 | C    |
| 6   | 3     | 5      | Li Bingjie               | China                      | 16:05,26 | C    |
| 7   | 3     | 2      | Beatriz Dizotti          | Brazilia                   | 16:05,40 | C    |
| 8   | 3     | 1      | Leonie Märtens           | Germania                   | 16:08,69 | C    |
| 9   | 1     | 5      | Gan Ching Hwee           | Singapore                  | 16:10,13 | RN   |
| 10  | 3     | 6      | Katie Grimes             | Statele Unite ale Americii | 16:12,11 |      |
| 11  | 2     | 1      | Ginevra Taddeucci        | Italia                     | 16:12,45 |      |
| 12  | 2     | 7      | Eve Thomas               | Noua Zeelandă              | 16:13,74 |      |
| 13  | 2     | 2      | Gao Weizhong             | China                      | 16:27,11 |      |
| 14  | 1     | 4      | Kristel Köbrich          | Chile                      | 16:27,18 |      |
| 15  | 3     | 7      | Vivien Jackl             | Ungaria                    | 16:31,25 |      |
| 16  | 1     | 3      | Sasha Gatt               | Malta                      | 17:00,54 |      |
|     | 3     | 3      | Lani Pallister           | Australia                  | NS       |      |

### Finala
Rezultate finală.
| Loc | Culoar | Înotătoare               | Țară                       | Timp     | Note |
| --- | ------ | ------------------------ | -------------------------- | -------- | ---- |
| 1   | 4      | Katie Ledecky            | Statele Unite ale Americii | 15:30,02 | RO   |
| 2   | 3      | Anastasiya Kirpichnikova | Franța                     | 15:40,35 | RN   |
| 3   | 6      | Isabel Gose              | Germania                   | 15:41,16 | RN   |
| 4   | 5      | Simona Quadarella        | Italia                     | 15:44,05 |      |
| 5   | 7      | Li Bingjie               | China                      | 16:01,03 |      |
| 6   | 2      | Moesha Johnson           | Australia                  | 16:02,70 |      |
| 7   | 1      | Beatriz Dizotti          | Brazilia                   | 16:02,86 |      |
| 8   | 8      | Leonie Märtens           | Germania                   | 16:12,57 |      |